# Mount Scio
Circonscription électorale provinciale du Canada
Mount Scio est une circonscription électorale provinciale de la Chambre d'assemblée de la province canadienne de Terre-Neuve-et-Labrador.

## Liste des députés
| Mount Scio |                     |             |                |             |
| Député     | Député              | Parti       | Mandat         | Législature |
|            | Dale Kirby (en)     | Libéral     | 2015 - 2018    | 48e         |
|            | Dale Kirby (en)     | Indépendant | 2018 - 2019    | 48e         |
|            | Sarah Stoodley (en) | Libéral     | 2019 - 2021    | 49e         |
|            | Sarah Stoodley (en) | Libéral     | 2021 - présent | 50e         |